# Liste der ägyptischen Pyramiden

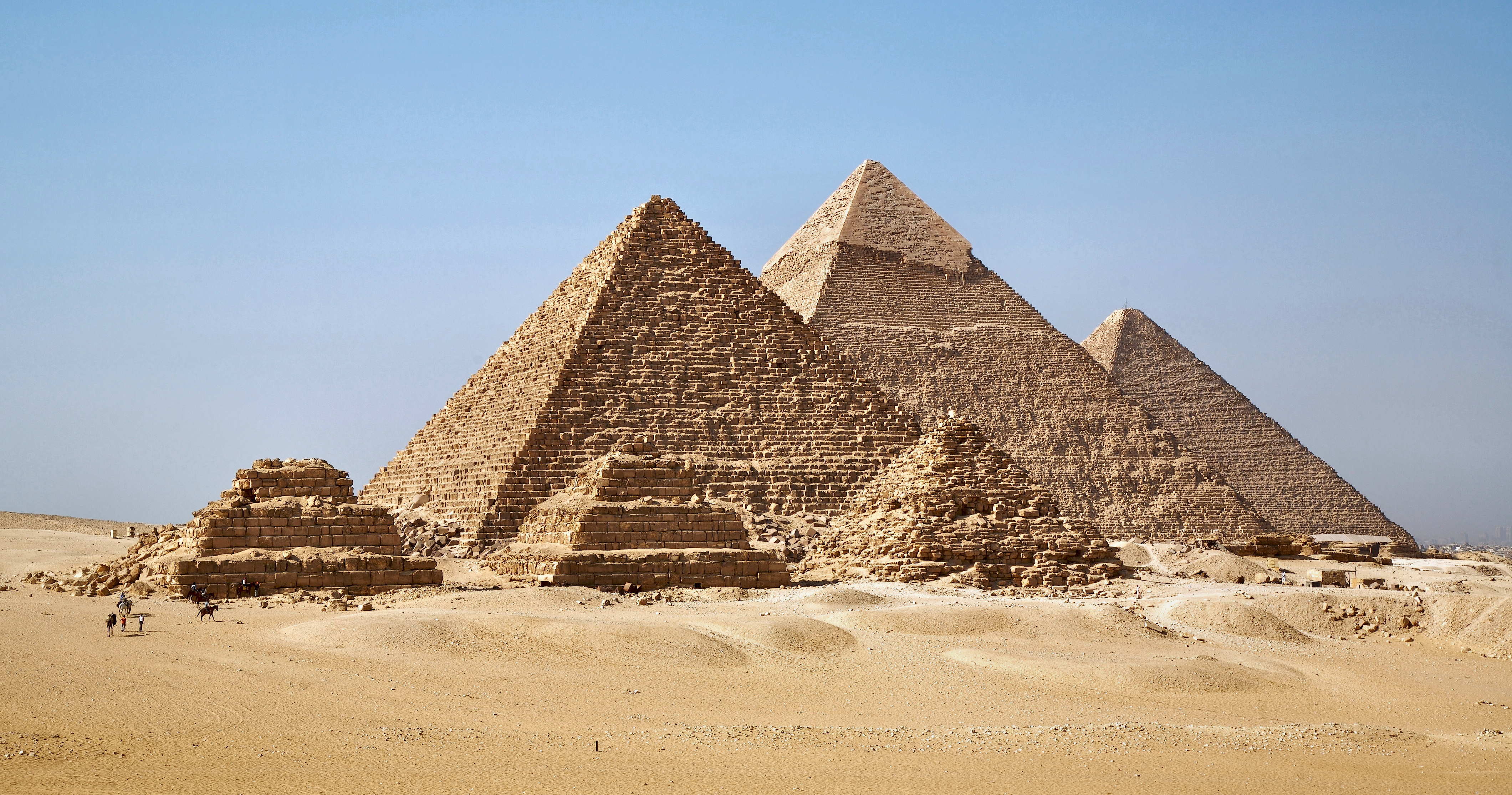
Die Pyramiden von Gizeh

Die Liste der ägyptischen Pyramiden bietet einen Überblick über alle bekannten ägyptischen Pyramiden.

## Chronologischer Überblick

### Allgemeiner Überblick
- Aidan Dodson: The Pyramids of Ancient Egypt. New Holland Publishers, London 2003, ISBN 1-84330-495-3.
- I. E. S. Edwards: The Pyramids of Egypt. Revised edition. Penguin Books, London 1991, ISBN 0-14-013634-7.
- Zahi A. Hawass (Hrsg.): Die Schätze der Pyramiden. Weltbild, Augsburg 2004, ISBN 3-8289-0809-8.
- Christian Hölzl (Hrsg.): Die Pyramiden Ägyptens. Monumente der Ewigkeit (= Publikation des Niederösterreichischen Landesmuseums. NF Nr. 453). Brandstätter, Wien 2004, ISBN 3-85498-360-3.
- Peter Jánosi: Die Pyramiden. Mythos und Archäologie (= Beck'sche Reihe – C.-H.-Beck-Wissen 2331). Beck, München 2004, ISBN 3-406-50831-6.
- Gabriele Höber-Kamel: Pyramiden. Kemet Heft 3/2008. Kemet Verlag, Berlin 2008, ISSN 0943-5972.
- Mark Lehner: Das Geheimnis der Pyramiden in Ägypten. Genehmigte Sonderausgabe. Orbis, München 1999, ISBN 3-572-01039-X.
- Frank Müller-Römer: Bau der Pyramiden im Alten Ägypten. Renidere, Maintal 2024, ISBN 978-3-98258-058-6, S. 187–205.
- Alberto Siliotti: Ägyptische Pyramiden. Monumente für die Ewigkeit. K. Müller, Köln 2004, ISBN 3-89893-561-2.
- Rainer Stadelmann: Die ägyptischen Pyramiden. Vom Ziegelbau zum Weltwunder (= Kulturgeschichte der Antiken Welt. Band 30). 3. aktualisierte und erweiterte Auflage. von Zabern, Mainz 1997, ISBN 3-8053-1142-7.
- Christoffer Theis: Corpus Pyramidum Aegyptiacarum (= Göttinger Miszellen. Beiheft 9). Seminar für Ägyptologie und Koptologie, Göttingen 2011.
- Miroslav Verner: Die Pyramiden (= rororo-Sachbuch. Band 60890). Rowohlt, Reinbek bei Hamburg 1999, ISBN 3-499-60890-1.

### Detailfragen
- Dieter Arnold: Der Pyramidenbezirk des Königs Amenemhet III. in Dahschur. Band 1: Die Pyramide (= Archäologische Veröffentlichungen. Band 53). von Zabern, Mainz 1987, ISBN 3-8053-0608-3.
- Dieter Arnold: The Pyramid of Senwosret I (= Publications of the Metropolitan Museum of Art Egyptian Expedition. Band 22). Metropolitan Museum of Art, New York 1988, ISBN 0-87099-506-5 (Online).
- Dieter Arnold: The Pyramid Complex of Senwosret I (= Publications of the Metropolitan Museum of Art Egyptian Expedition. Band 25). Metropolitan Museum of Art, New York 1992, ISBN 0-87099-612-6 (Online).
- Dieter Arnold: The Pyramid Complex of Senwosret III at Dahshur. Architectural Studies (= Publications of the Metropolitan Museum Egyptian Expedition. Band 26). Metropolitan Museum of Art, New York 2002, ISBN 0-87099-956-7 (Online).
- Dieter Arnold: The Pyramid Complex of Amenemhat I at Lisht. The Architecture (= Publications of the Metropolitan Museum of Art Egyptian Expedition. Band 29). Metropolitan Museum of Art, New York 2016, ISBN 978-1-58839-604-4.
- Jan Bock: Die kleinen Stufenpyramiden des frühen Alten Reiches. In: Sokar. Nr. 12 (1/2006), S. 20–29.
- Andrzej Ćwiek: Date and Function of the so-called Minor Step Pyramids. In: Göttinger Miszellen. Band 162, Göttingen 1998, S. 39–52 (Online).
- Günter Dreyer, Werner Kaiser: Zu den kleinen Stufenpyramiden Ober- und Mittelägyptens. In: Mitteilungen des Deutschen Archäologischen Instituts Abteilung Kairo. Band 36, 1980, S. 43–59.
- Nagib Farag, Zaky Iskander: The Discovery of Neferwptah. Kairo 1971.
- Wolfram Grajetzki: Das Grab der Königstochter Neferuptah bei Hawara. In: Sokar. Nr. 9, 2004, S. 49–53.
- Karin Haslacher: Die Pyramide des Königs Amenemhet III. von Daschur. Band 2; Die Funde. (= Archäologische Veröffentlichungen. Band 61). von Zabern, Mainz 1998, ISBN 3-8053-0616-4.
- Peter Jánosi: Die Pyramidenanlagen der Königinnen. Untersuchungen zu einem Grabtyp des Alten und Mittleren Reiches (= Österreichische Akademie der Wissenschaften. Denkschriften der Gesamtakademie. Band 13 = Untersuchungen der Zweigstelle Kairo des Österreichischen Archäologischen Institutes. Band 13). Verlag der österreichischen Akademie der Wissenschaften, Wien 1996, ISBN 3-7001-2207-1.
- Peter Jánosi: The Pyramid Complex of Amenemhat I at Lisht. The Reliefs (= Publications of the Metropolitan Museum of Art Egyptian Expedition. Band 30). Metropolitan Museum of Art, New York 2016, ISBN 978-1-58839-605-1.
- Gustave Jéquier: La pyramide d’Oudjebten (= Fouilles à Saqqarah.). Imprimerie de l'Institut français d'archéologie orientale, Kairo 1928 (Online).
- Gustave Jéquier: Deux pyramides du Moyen Empire (= Fouilles à Saqqarah. Band 68). Institut Français d'Archéologie Orientale, Kairo 1933 (Online).
- Gustave Jéquier: Les pyramides des reines Neit et Apouit (= Fouilles à Saqqarah.). Imprimerie de l'Institut français d'archéologie orientale, Kairo 1933 (Online).
- Gustave Jéquier: La pyramide d'Aba (= Fouilles à Saqqarah.). Imprimerie de l'Institut français d'archéologie orientale, Kairo 1935 (Online).
- Gustave Jéquier: Le monument funéraire de Pepi II. Tome I. Le tombeau royal. Imprimerie de l'Institut français d'archéologie orientale, Kairo 1936 (Online).
- Gustave Jéquier: Le monument funéraire de Pepi II. Tome II. Le temple. Imprimerie de l'Institut français d'archéologie orientale, Kairo 1938 (Online).
- Gustave Jéquier: Le monument funéraire de Pepi II. Tome III. Les approches du temple. Imprimerie de l'Institut français d'archéologie orientale, Kairo 1940 (Online).
- Gustave Jéquier: Douze ans de fouilles dans la nécropole memphite 1924–1936. Secretariat de l'Université, Neuchâtel 1940.
- Jean-Philippe Lauer: Die Königsgräber von Memphis. Grabungen in Saqqara. Lübbe, Bergisch Gladbach 1988, ISBN 3-7857-0528-X.
- Mark Lehner, Zahi Hawass: Die Pyramiden von Gizeh. von Zabern, Darmstadt 2017, ISBN 978-3-8053-5105-8.
- Jaromír Málek: King Merykare and his Pyramid. In: Cathérine Berger-El Naggar, Jean Leclant: Hommages à Jean Leclant. Band 4: Varia (= Bibliothèque d'étude. Band 106, Nr. 4). Imprimerie de l'Institut français d'archéologie orientale, Kairo 1994, ISBN 978-2-7247-0139-5, S. 203–214.
- Jacques de Morgan: Fouilles a Dahchour. Mars–Juin 1894. Holzhausen, Wien 1895 (Online).
- Jacques de Morgan: Fouilles a Dahchour. 1894–1895. Holzhausen, Wien 1903 (Online).
- Charles Arthur Musès: Die Königspyramide des Ameny-Qemau. Die unveröffentlichte Geschichte ihrer Entdeckung. Kemet-Verlag, Berlin 1998(?), OCLC-Nummer: 66571794.
- William Matthew Flinders Petrie: Hawara, Biahmu, and Arsinoe. Field & Tuer, London 1889 (Online).
- William Matthew Flinders Petrie: Kahun, Gurob, and Hawara. Paul / Trench / Trübner, London 1890 (Online).
- William Matthew Flinders Petrie: Illahun, Kahun and Gurob. 1889–1890. Nutt, London 1891 (Online).
- William Matthew Flinder Petrie, Gerald Averay Wainwright, Ernest Mackay: The Labyrinth, Gerzeh and Mazghuneh. School of Archaeology in Egypt, University College, London 1912.
- William Matthew Flinders Petrie, Guy Brunton, Margaret Alice Murray: Lahun II. British School of Archaeology in Egypt and Bernard Quaritch, London 1923 (PDF; 12,9 MB).
- Rainer Stadelmann: Die großen Pyramiden von Giza. Akademische Druck- und Verlagsanstalt, Graz 1990, ISBN 3-201-01480-X.
- Nabil Muhamed Abdel Swelim, Aidan Dodson: On the Pyramid of Ameny-Qemau and its Canopic Equipment. In: Mitteilungen des Deutschen Archäologischen Instituts, Abteilung Kairo. (MDAIK) Band 54, 1998, S. 319–334 (PDF; 1,94 MB).
- Christoffer Theis: Die chronologische Abfolge der Pyramiden der 13. Dynastie. In: Sokar. Band 19, 2009, S. 52–61.
- Christoffer Theis: Die Pyramiden der Ersten Zwischenzeit. Nach philologischen und archäologischen Quellen. In: Studien zur Altägyptischen Kultur. Band 39, 2010, S. 321–339 (Online).
- Miroslav Verner: Forgotten pharaohs, lost pyramids. Abúsír. Academia u. a., Prag 1994, ISBN 80-200-0022-4.
- Raymond Weill: Dara. Campagne de 1946–1948. Kairo 1958.